# Castle Peak (Idaho)
Castle Peak je hora na jihozápadě Custer County, ve střední části Idaha.
S nadmořskou výškou 3 603 metrů je nejvyšším vrcholem menšího pohoří White Cloud Mountains a sedmou nejvyšší horou Idaha s prominencí vyšší než 500 metrů.
Hora je součástí národního lesa Sawtooth National Forest a rekreační oblasti Sawtooth National Recreation Area. Leží v severních amerických Skalnatých horách. Z dalších význačných horských vrcholů centrálního Idaha se v okolí nachází Thompson Peak, Ryan Peak a Hyndman Peak.